# Le gorille a bonne mine
Le gorille a bonne mine de son titre original Le gorille a mauvaise mine est la quarante-deuxième histoire de la série Spirou et Fantasio d'André Franquin. Elle est publiée pour la première fois dans Spirou du no 944 au no 966. Elle est publiée dans l'album du même nom.

## Univers

### Synopsis

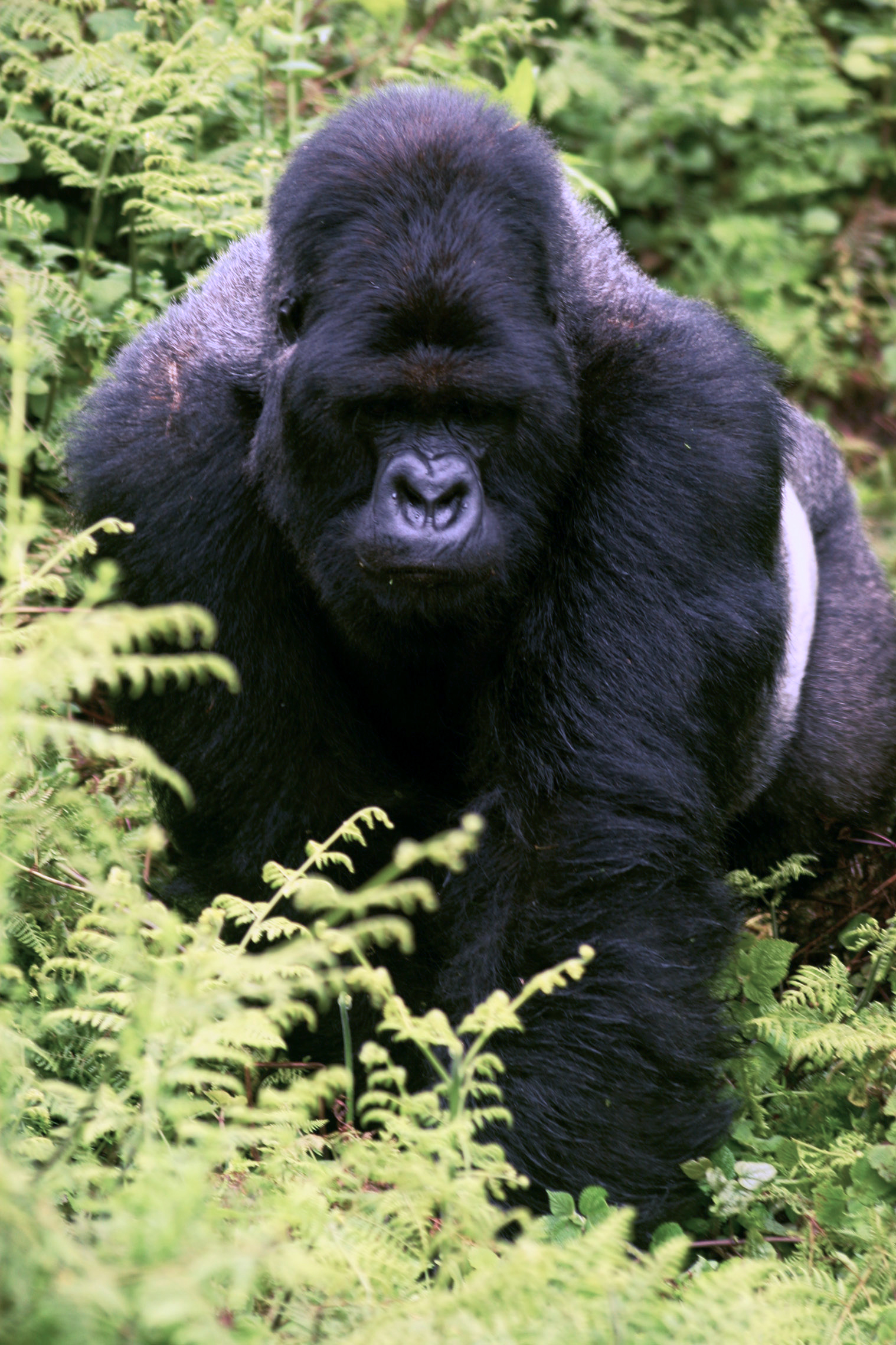
Un gorille des montagnes, cible photographique de Spirou et Fantasio.

Spirou et Fantasio se rendent en Afrique afin de réaliser un reportage (photographique et cinématographique) sur les gorilles vivant sur les flancs du mont Kilimakali. Sur place, au village de Molomonga, les ingénieurs Lebon et Leblond affirment avec assurance qu'en fait il n'y a plus de gorilles dans cette région. Une telle déclaration semble être en contradiction avec l'inquiétude et l'angoisse manifestées par les indigènes en raison des disparitions répétées de leurs congénères — après celle du médecin de la mine, le docteur Zwart —, tous ces enlèvements étant attribués aux gorilles, précisément.
Cette allégation des ingénieurs confirme les soupçons — de braconnage — que l'administrateur colonial, M. Badman, nourrissait déjà à leur sujet. Guidée par celui-ci, l'expédition vers le pays des grands singes commence en dépit des réticences de la plupart des porteurs initialement recrutés dans le village.
Cependant, la survenue de divers incidents — en réalité, du sabotage méticuleusement organisé par Lebon et Leblond — contraignent M. Badman à renoncer à l'expédition. Spirou et Fantasio décident donc de continuer seuls.
Les deux héros doivent encore affronter l'hostilité des indigènes Wagundus — provoquée et entretenue par les gangsters — avant de parvenir enfin sur le territoire des gorilles, dont ils font de sensationnelles photographies. Continuant leur progression à travers la jungle, ils découvrent le fin mot de l'histoire : le docteur Zwart (premier des disparus de Molomonga), avec la complicité des deux ingénieurs, exploite une mine d'or clandestine dans laquelle ils font travailler comme des esclaves les indigènes disparus. Les deux héros se font un plaisir de libérer ces malheureuses victimes.
Ne prétendant pas jouer le rôle d'auxiliaires de la police, Spirou et Fantasio laissent les trois bandits libres, se doutant bien que, même sans l'intervention de la justice, ils règleront leurs comptes entre eux pour le partage du butin…

### Personnages
- Spirou
- Fantasio
- Spip
- Le marsupilami
- Lebon (première apparition)
- Leblond (première apparition)
- Le docteur Zwart (première apparition)
- Roulebille
- Seccotine

## Publication

### Revues
Le gorille a bonne mine est publié pour la première fois dans le journal Spirou, du no 944 (17 mai 1956) au no 966 (18 octobre 1956), sous le titre Le gorille a mauvaise mine.

### Album
Cet épisode figure également dans l'album de même nom.

## Un ton de vérité
Cet intérêt de Spirou et Fantasio pour les gorilles semble annoncer le travail que fera Dian Fossey quelques années plus tard, en 1963. Journaliste au National Geographic, elle devient célèbre avec son livre Gorilles dans la brume qui lui permet de fonder un institut contribuant ainsi à pérenniser l'espèce.
Ici, Spirou et Fantasio sont en free-lance, ils ne sont employés ni par le Moustique ni par le journal Spirou : c'est du grand reportage. D'ailleurs cette expédition photographique donne lieu dans Le Nid des marsupilamis à un projet de ciné-conférence pour « Découverte de notre monde », pastiche à peine caché de l'organisation Exploration du monde, créée en 1950.
Le décor est aussi très bien planté avec la carte du Congo belge sur la 2 CV des héros. Un point nous montre où se situe le lieu de l'expédition : l'actuelle province du Kivu. On peut même préciser le site où opèrent les deux reporters : 100 km au nord du Mont Karisimbi (cité planche 7, case 4), qui fait partie de la chaîne des Montagnes de la Virunga, futur champ de recherche de Dian Fossey. Franquin s'est d'ailleurs basé sur des détails révélés par des proches ayant vécu au Congo.
Les populations locales parlent Swahili dans l'album, langue en effet usitée dans cette partie de l'Afrique. Franquin s'étant basé sur le Petit cours de Kiswahili pratique de A. Verbeken.